# Reliquiae
Reliquiae ist eine deutsche Band, die in Osnabrück gegründet wurde. Ihren eigenen Stil bezeichnete die Gruppe in der Anfangszeit als Mediaeval World Folk, im Zuge der folgenden Alben Winter, Babylon und Paranoia eher als eine Mischung aus Folk-Rock und Metal.

## Geschichte

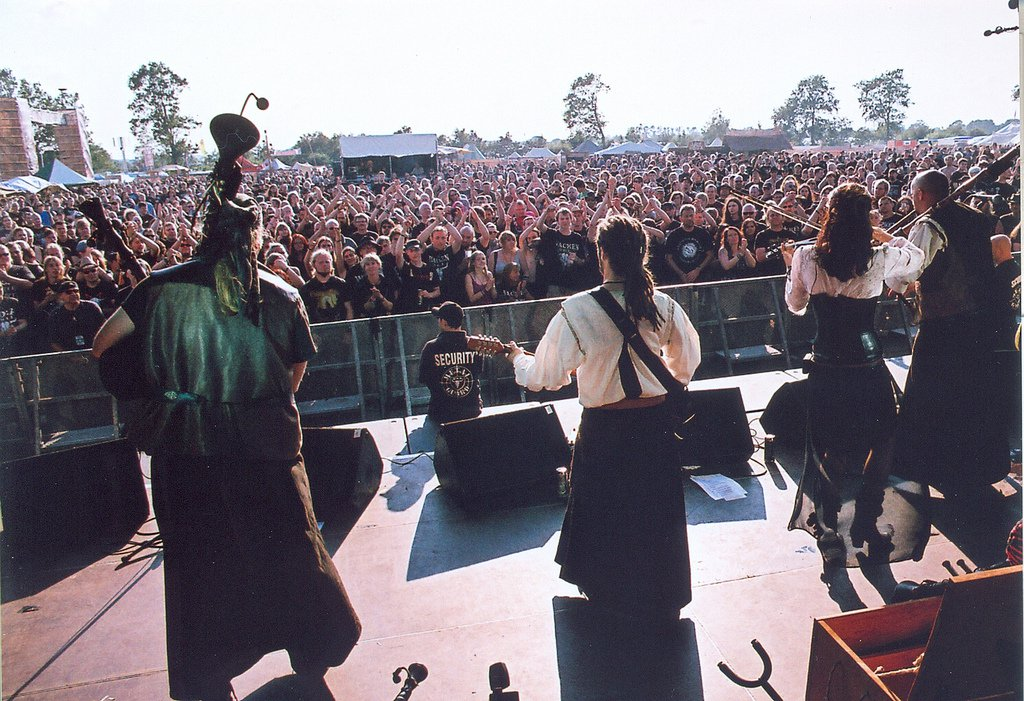
Die Band 2011 auf dem Wacken Open Air

Gegründet wurde die Band Ende 2009, nachdem sich die Mittelalterband Obscuratis auflöste. Die drei ehemaligen Obscuratismitglieder Morti Lokison, Filia von Museberg und Zsolt Dobos gründeten daraufhin mit dem ehemaligen Saltatio-Mortis- und Feuerschwanz-Sackpfeifer Cordoban und dem ehemaligen Schelmish-Schlagwerker Fragor die Band Reliquiae.
Anfang 2010 kam ihr erstes Mini-Album Prolog auf den Markt, welches zuerst bloß als Demo gedacht war, aufgrund der großen Nachfrage jedoch in Eigenregie für den Verkauf aufgearbeitet wurde. Im selben Jahr entschied sich Cordoban, die Band aus privaten Gründen zu verlassen. Für ihn kam Bastus in die Band, der zukünftig den Hauptgesang und die Saiteninstrumente übernahm.
2011 erschien mit Audi, Vide, Tace das erste große Album. Diese CD enthielt neben traditionellen Stücken der Mittelalterszene bereits erste deutschsprachige Eigenkompositionen. Stilistisch ist Audi, Vide, Tace ein sehr abwechslungsreiches Album mit Gesangsstücken in verschiedenen Sprachen und reinen Instrumentals.
Im Jahr 2011 spielte Reliquiae auch das erste Mal auf dem Wacken Open Air und verschiedenen anderen Festivals, Konzerten und Mittelalterlichen Märkten in ganz Deutschland. Kurz vor Weihnachten 2011 rief die Band einen Remix-Wettbewerb aus, welcher das Lied Am Teich betraf. Die besten eingesendeten Remixe erschienen 2012 auf der EP Am Teich.
Seit ihrer Gründung spielen sie regelmäßig auf dem Mittelalterlich Phantasie Spectaculum, dem größten reisenden Mittelalter Kultur Festival Deutschlands. Neben vielen Mittelaltermärkten in ganz Deutschland spielten sie im Mai 2012 erstmals auf dem Wave-Gotik-Treffen in Leipzig und hatten zum ersten Mal Auftritte in Italien.
Ende 2012 stellte die Band mit Comatus der Geistreiche ihren neuen Davul-Spieler vor. Im Januar 2013 gab Fragor seinen Ausstieg bei Reliquiae bekannt, weil er aus persönlichen Gründen nicht mehr zu 100 % hinter der Band stehe, wie es auf der Facebookseite der Band heißt. Im März 2013 wurde dann auch bekannt gegeben, dass sie mit Coluber einen weiteren Sackpfeifer verpflichten konnten.

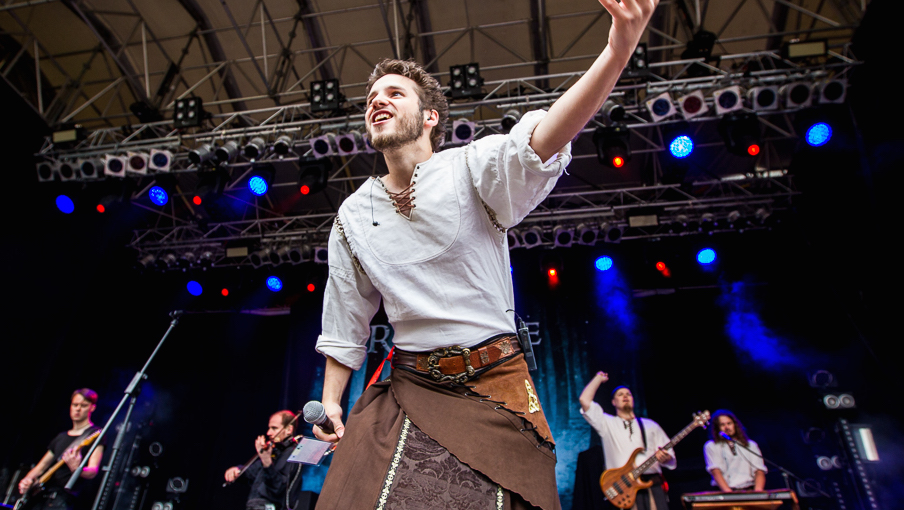
Frontsänger Bastus 2015

Im April 2013 erschien das neue Album Pandora, das sich bereits spürbar weg von der reinen Mittelalter- hin zur Rockmusik entwickelt hatte. Nach der Marktsaison 2013 hat Filia von Museberg auf ihrer Facebookseite ihren Abschied von Reliquiae bekannt gegeben. Sie wurde durch Svea Elderthal ersetzt.
2014 spielte die Band erstmals in der Schweiz, sowie im dritten Jahr in Folge in Italien.
Es folgten 2015 Auftritte auf einigen weiteren großen Festivals, wie dem Summer Breeze, dem Feuertanz Festival, erneut dem Wave-Gotik-Treffen und anderen, bei denen auch der neue E-Gitarrist Hendrik mitwirkte.
Im selben Jahr splittete die Band ihr Programm in ein rein akustisches- und ein Rockprogramm auf. Zu diesem Wandel entstand in den Jahren 2014 und 2015 das neue Album Winter, welches im April 2016 in den Handel kam.
Aus beruflichen Gründen musste Hendrik die Band aber bereits 2016 wieder verlassen und wurde von Breacán ersetzt. In dieser neuen Formation begannen dann die Arbeiten am neuen Album, für welches die Band sich mehr Zeit lassen wollte und auch einen neuen Partner suchte, den sie auch mit dem Kölner Label Metalville fand. Babylon, wie die CD getauft wurde, erschien im August 2019.

## Stil
Das Repertoire der Band reichte 2011 bei dem Album Audi, Vide, Tace von Szeneklassikern, wie der Douce Dame Jolie, über russische Volkslieder, wie der Katjuscha, bis hin zum Covern modernen Rocklieder, mit dem Lied Seven Nation Army.
Der Spielstil kann daher von der Bandgründung an als eher rockig bezeichnet werden, wobei die Band bis 2015 jedoch vollständig auf den Einsatz von E-Gitarren verzichtete.
Das Album Pandora stellte eine erste Weiterentwicklung dieses Stils dar. Auf ihm dominierten erstmals eigenkomponierte, deutschsprachige Stücke. Es ist ein Themenalbum, welches seinen textlichen Schwerpunkt auf Auszüge der griechischen Mythologie und deren Neuinterpretation legt. Thematische Aspekte sind oft metaphorisch und lassen dem Hörer große Spielräume für eigene Interpretationen.
Mit dem im April 2016 erschienenen Album Winter geht die Band den Weg ihrer Entwicklung konsequent weiter.
Winter ist das erste Album mit E-Gitarre, sowie viel größerem Einsatz von orchestralen Elementen und moderner Technik.
Diese Entwicklung ist auch im Live-Programm der Band deutlich spürbar, welches seit 2015 für Mittelalter-Veranstalter weiterhin akustisch präsentiert wird, während die Band bei Festivals und Clubkonzerten ein neues Rockprogramm präsentiert, dabei ergaben sich auch einige Umbesetzungen an den Instrumenten: Morti wechselte von den Sackpfeifen und Flöten zum Bass, Bastus spielt nur noch vereinzelt Cister, um sich mehr auf Gesang und Performance konzentrieren zu können, Comatus, der neben der Davul schon bald begann indisches Harmonium zu spielen, spielt nun fast ausschließlich Keyboard.
Mit Babylon wird Reliquiae nochmals härter und dabei weniger melancholisch als beim vorherigen Album. Live hat Svea seit dieser Zeit ein weiteres Instrument im Gepäck und spielt Nyckelharpa.

## Trivia
Filia von Museberg (Violine und Dudelsäcke bis 2013) ist die Schwester des Gitarristen Greif, der in der Osnabrücker Dark-Metal-Band Nachtblut spielt. In den Jahren 2015 und 2016 spielte er als Hendrik bei Reliquiae die E-Gitarren im Rockset.

## Diskografie

### Alben
- 2011: Audi, Vide, Tace (CD; Timezone)
- 2013: Pandora (CD; Totentanz / VK Histomedia)
- 2016: Winter (CD; Totentanz / VK Histomedia)
- 2019: Babylon (CD; Metalville / Rough Trade)
- 2022: Gestrichen (CD; Metalville / Rough Trade)
- 2025: Paranoia (CD, LP; Metalville)

### EPs
- 2009: Prolog (CD; Eigenvertrieb)
- 2012: Am Teich (CD; Timezone)

## Musikvideos
- 2016: Maskenbild (Regie/Produktion: Dirk Weiler, Benjamin Herkert / Brand-X Films)
- 2017: Bergmann (Regie/Produktion: Pascal und Fabien Dieckmeyer / Van Deyck Brothers)
- 2019: Feuertanz (Regie/Produktion: Pascal und Fabien Dieckmeyer / Van Deyck Brothers)
- 2019: Ohne dich (Regie/Produktion: Pascal und Fabien Dieckmeyer / Van Deyck Brothers)